# Regensberg (Kunreuth)
Regensbergist ein Gemeindeteil der Gemeinde Kunreuth im Landkreis Forchheim (Oberfranken, Bayern).

## Geografie
Das Kirchdorf im südwestlichen Bereich der Fränkischen Schweiz liegt auf einer Höhe von 465 m ü. NHN etwa drei Kilometer südsüdöstlich von Kunreuth.

## Geschichte
Kristallisationskern des Ortes war die frühere Burg Regensberg, die vermutlich gegen Ende des 12. Jahrhunderts entstand. Im Jahr 1251 wurde diese erstmals in einer Urkunde als bambergisches Lehen schriftlich erwähnt. Zu Beginn des 19. Jahrhunderts unterstand die Dorfmarkung von Regensberg der Landeshoheit des Hochstiftes Bamberg. Die Dorf- und Gemeindeherrschaft (DGH) wurde von dessen Amt Regensberg (mit dem Verwaltungssitz in Neunkirchen am Brand) in seiner Funktion als Vogteiamt ausgeübt. Allerdings wurde die DGH vom ebenfalls bambergischen Vogteiamt Forchheim ebenfalls beansprucht. Die Hochgerichtsbarkeit stand dem Centamt Forchheim zu. Als das Hochstift Bamberg infolge des Reichsdeputationshauptschlusses 1802/03 säkularisiert und unter Bruch der Reichsverfassung vom Kurfürstentum Pfalz-Baiern annektiert wurde, wurde damit auch Regensberg ein Bestandteil der bei der „napoleonischen Flurbereinigung“ in Besitz genommenen neubayerischen Gebiete, was erst im Juli 1806 mit der Rheinbundakte nachträglich legalisiert wurde.
Durch die Verwaltungsreformen im Königreich Bayern zu Beginn des 19. Jahrhunderts wurde Regensberg mit dem Zweiten Gemeindeedikt im Jahr 1818 ein Bestandteil der Ruralgemeinde Oberehrenbach. Im Zuge der Gebietsreform in Bayern wurde Regensberg zusammen mit Weingarts in die Gemeinde Kunreuth eingegliedert.

## Verkehr
Die Anbindung an das öffentliche Straßenverkehrsnetz wird durch eine etwa 300 Meter lange Stichstraße hergestellt, die in nördlicher Richtung von der von Weingarts nach Kasberg führenden Gemeindeverbindungsstraße abzweigt.